# Medasina junctilinea
Medasina junctilinea är en fjärilsart som beskrevs av George Francis Hampson 1907. Medasina junctilinea ingår i släktet Medasina och familjen mätare. Inga underarter finns listade i Catalogue of Life.